# Gruni (Timiș)

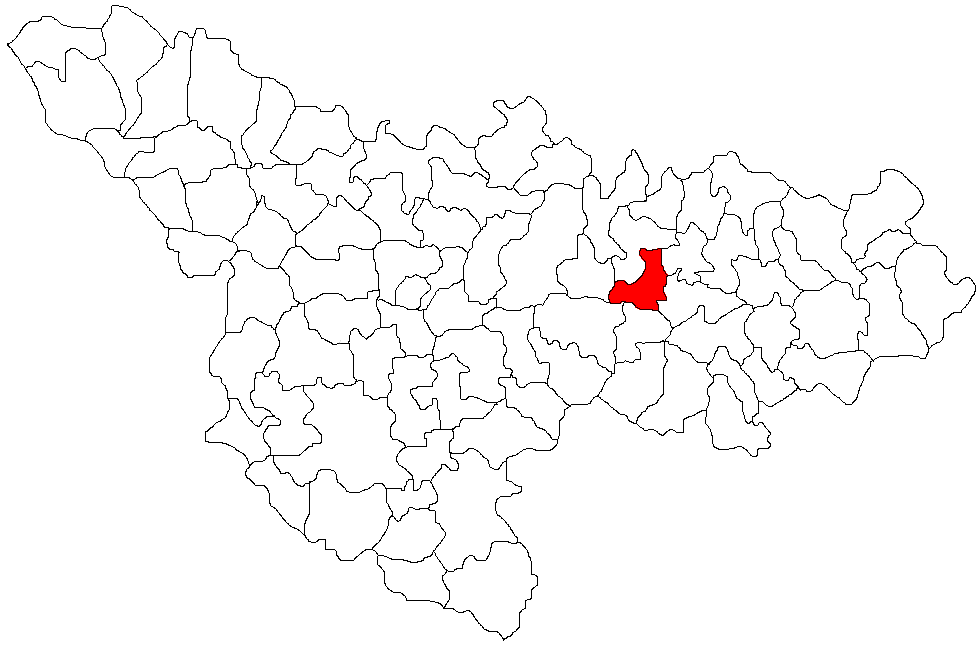
Lage der Gemeinde Belinț im Kreis Timiș

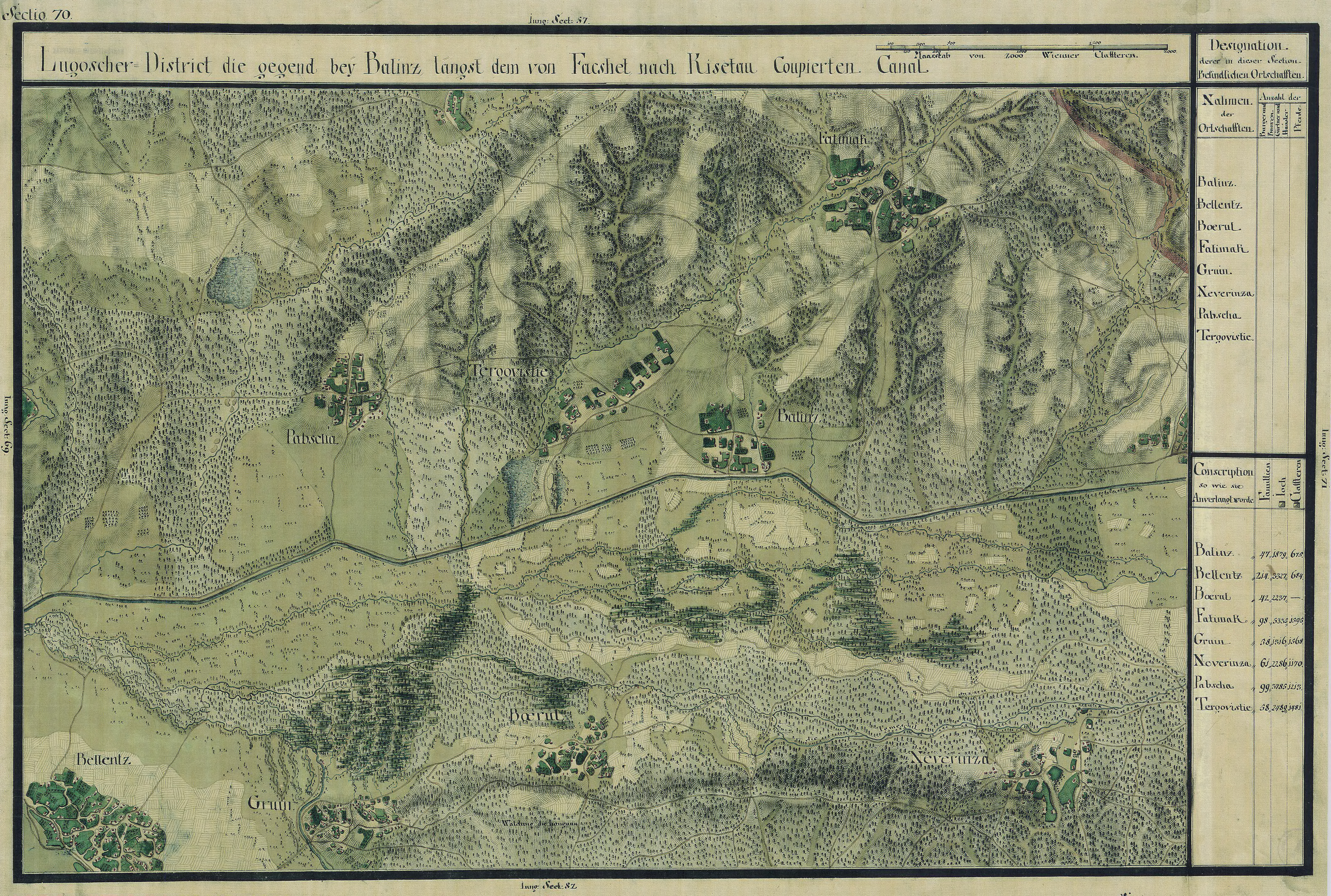
Gruni auf der Josephinischen Landaufnahme (1769–1772)

Gruni (deutsch Gruin, ungarisch Grúny) ist ein Dorf im Kreis Timiș, in der Region Banat, im Südwesten Rumäniens. Gruni gehört zur Gemeinde Belinț.

## Geografische Lage
Gruni liegt im Zentrum des Kreises Timiș, in 51 km Entfernung von Timișoara und 15 km nördlich von Lugoj.

## Nachbarorte
| Babșa     | Târgoviște                                  | Păru    |
| Iosifalău | Kompassrose, die auf Nachbargemeinden zeigt | Țipari  |
| Belinț    | Jabăr                                       | Coșteiu |

## Geschichte
Eine erste urkundliche Erwähnung stammt aus dem Jahr 1453, als König Ladislaus V. das Gut Grwn Johann Hunyadi schenkte. 
Im Laufe der Jahrhunderte traten verschiedene Schreibweisen des Ortsnamens auf: 1471 Grwon, 1597 Gruny, 1690–1700 Grun, 1808
Gruin, 1913 Grúny 1919 Gruin.
Auf der Josephinischen Landaufnahme von 1717 ist der Ort mit 18 Häusern eingetragen und gehörte zum Distrikt Făget. Nach dem Frieden von Passarowitz (1718) war die Ortschaft Teil der Habsburger Krondomäne Temescher Banat.
Infolge des Österreichisch-Ungarischen Ausgleichs (1867) wurde das Banat dem Königreich Ungarn innerhalb der Doppelmonarchie Österreich-Ungarn angegliedert. Der Vertrag von Trianon am 4. Juni 1920 hatte die Dreiteilung des Banats zur Folge, wodurch Gruni an das Königreich Rumänien fiel. In der Zwischenkriegszeit gehörte Gruni zum Stuhlbezirk Lugoj, Kreis Severin.

## Bevölkerungsentwicklung
| 1880 | 901 | 896 | 1 | 4 | - |
| 1910 | 905 | 897 | - | 7 | 1 |
| 1930 | 710 | 707 | 2 | - | 1 |
| 1977 | 505 | 501 | 3 | - | 1 |
| 2002 | 258 | 258 | - | - | - |